# SN 1969I
SN 1969I – supernowa odkryta 17 czerwca 1969 roku w galaktyce A155748+1928. W momencie odkrycia miała maksymalną jasność 17,00m.